# 문화서로
문화서로(Munhwaseo-ro)는 인천광역시 남동구 구월3동에 위치한 도로로, 총 연장은 908m이다. 이름이 유래된 것은 문화로의 서쪽에 위치한 도로임을 반영하여 제명되었다.

## 역사
- 2009년 11월 16일 : 도로명으로 문화서로를 고시

## 주요 경유지
- 남동구
  - 구월3동

## 접촉하는 도로
- 인하로
- 인주대로
- 구월남로

## 주요 건물 및 시설
- 골드자동차공업사 (문화서로 61/구월동 1117-9)
- 제하빌딩 (문화서로 63/구월동 1117-28)
- 구월동 대성파크빌 (문화서로 66/구월동 1106-6)
- 한주빌딩 (문화서로 76/구월동 1106)
- 서진주택 B동 (문화서로 80/구월동 1098-15)
- 서진주택 A동 (문화서로 82/구월동 1098-11)
- 구월3동 행정복지센터 (문화서로 84/구월동 1098-7)
- 해비치빌 (문화서로 86/구월동 1098-4)
- 양지쉐르빌 (문화서로 88-1/구월동 1098)

## 같이 보기
- 문화로